# Oeleo (Bobonaro)
Oeleo ist ein osttimoresischer Ort im Suco Oeleo (Verwaltungsamt Bobonaro, Gemeinde Bobonaro). Er liegt im Norden der Aldeia Oeleo Taz, auf einer Meereshöhe von 1046 m. Durch das Dorf Oeleo führt die Überlandstraße, die den Ort Lolotoe mit dem Norden Osttimors verbindet. Der nächste Ort an der Straße ist Nelgen im Westen. Am Nordende des Dorfes trifft sie auf die Überlandstraßen aus Bobonaro und Maliana. Eine kleine Seitenstraße führt nach Nordwesten in eine kleine Siedlung. Südlich liegt der Hügel Holgipe (1074 m). Auf ihm steht eine Sendeanlage der Telemor.
Im Dorf Oeleo befinden sich eine Grundschule, der Sitz des Sucos und ein Friedhof.